# Li Xuemei
Li Xuemei, född 15 januari 1977 i Guanghan i Sichuan, är en kinesisk före detta friidrottare, främst sprinter, på internationell elitnivå.
Li satte oktober 1997 asiatiskt rekord på både 100 meter och 200 meter. Båda tiderna var världens näst snabbaste för respektive gren det året, slagna endast av Marion Jones. Trots detta lyckades Li inte vid något av de OS hon deltog i på 100 meter, Sydney 2000 och Aten 2004, ta sig vidare från försöken. Vid VM i Aten 1997 tog hon sig till kvartsfinal på både 100 meter och 200 meter. Inomhus har hon i meritlistan en finalplats från Lissabon 2001 där hon kom på sjunde plats. Li vann 200 meter vid Universiaden i Peking 2001 och har också medaljer från Asiatiska spelen och Östasiatiska spelen.

## Personliga rekord
| Gren           | Resultat | Datum           | Plats    | Kommentar                                     |
| -------------- | -------- | --------------- | -------- | --------------------------------------------- |
| 100 meter      | 10,79    | 18 oktober 1997 | Shanghai | Ännu gällande asiatiskt rekord (januari 2010) |
| 200 meter      | 22,01    | 22 oktober 1997 | Shanghai | Ännu gällande asiatiskt rekord (januari 2010) |
| 60 m (inomhus) | 7,19     | 11 mars 2001    | Lissabon |                                               |

### Fotnoter
1. ↑  Födelsedatum enligt IAAF. Kinas olympiska kommitté anger 5 januari.